# Лакомов Володимир Іванович
Володимир Іванович Лакомов (14 серпня 1958, Луганськ) — український дипломат. Надзвичайний та Повноважний Посол України.

## Життєпис
Народився 14 серпня 1958 року в Луганську. 1981 року закічив факультет міжнародних відносин та міжнародного права (відділення «міжнародні економічні відносини») КНУ ім. Шевченка.
- З 23.08.1995[2] — 03.10.1996[3] — заступник Голови Агентства координації міжнародної технічної допомоги.
- До 2004 — заступник директора департаменту економічного співробітництва МЗС України
- З 19.03.2004[4] по 16.04.2007 — посол України в Анголі
- З 06.05.2006[5] по 16.04.2007[6] — посол України в Мозамбіку за сумісництвом.
- З 16.04.2007[7] по 12.05.2010 — посол України в Бразилії
- З 12.05.2009[8] по 12.05.2010 — посол України в Болівії за сумісництвом
- З 16.02.2009[9] по 12.05.2010[10] — посол України в Гаяні за сумісництвом.
- З 25.01.2012[11] по 17.04.2020[12] — посол України в Пакистані, його місце зайняв Маркіян Чучук[13].

## Нагороди
Декретом Президента Федеративної Республіки Бразилії від 7 червня 2010 року нагороджений Національним орденом «Південний Хрест» (ступінь «Великий Хрест»).